# كورتني أتكينسون
كورتني أتكينسون (بالإنجليزية: Courtney Atkinson)‏ هو تريثلت أسترالي، ولد في 15 أغسطس 1979 في ماكاي في أستراليا.

## وصلات خارجية
- كورتني أتكينسون على موقع اتحاد الترياتلون الدولي (الإنجليزية)
- كورتني أتكينسون على موقع أوليمبيديا (الإنجليزية)
- كورتني أتكينسون على موقع اللجنة الأولمبية الأسترالية (الإنجليزية)